# Ein Supertrio
Ein Supertrio (jap. キャッツ♥アイ, Kyattsu Ai für Cat’s Eye) ist eine zwischen 1981 und 1985 laufende Manga-Serie des japanischen Zeichners Tsukasa Hojo, die ab 1983 auch als Anime-Serie umgesetzt wurde. Sie ist dem Shōnen-Genre zuzuordnen.

## Handlung
In Ein Supertrio geht es um die drei Schwestern Hitomi, Nami und Love Kisugi, die ein Café namens Cat's Eye gleich gegenüber der Polizeistation betreiben, in der auch Kriminalpolizist Toshio Utsumi arbeitet. Dieser verfolgt ein weibliches Einbrechertrio, welches Kunstgegenstände entwendet und selbst unter dem Namen Cat's Eye bzw. im Deutschen Katzenauge firmiert. Toshi, wie ihn die drei Schwestern liebevoll nennen, hat jedoch keine Ahnung, dass das Einbrechertrio und die Kisugi-Schwestern ein und dieselben Personen sind.
Zwischen Hitomi und Toshi existiert eine Liebesbeziehung, die immer wieder aufs Neue auf die Probe gestellt wird, da Toshi eigentlich Hitomi liebt, aber die Katze alias Hitomi in teilweise mehr als dienstlicher Aufgabe jagt. Im Gegenzug nutzt Hitomi ihre Beziehung zu Toshi regelmäßig dazu aus, Insiderinformationen für ihren nächsten Einbruch zu bekommen.
Hitomi, Nami und Love zeigen bei ihren Raubzügen beeindruckende, akrobatische Kunststücke und zeichnen sich durch Beweglichkeit und Schnelligkeit aus. Sie stehlen jedoch nicht wahllos Kunstobjekte, sondern nur solche, die ihr verschollener Vater Michael Heinz (ein Deutscher) angefertigt hat. Heinz war ein großer Maler und Bildhauer, der vor allem in der Zeit des Zweiten Weltkriegs viele Kunstwerke schuf, die u. a. auch Bezug auf seine Frau (eine Japanerin) und seine Töchter nahmen.
Ziel von Katzenauge ist es nun, die Sammlung ihres Vaters wieder zusammenzutragen. Damit erhoffen sie sich, Hinweise über das Verschwinden ihres Vaters zu erhalten. Bei dieser Aufgabe kommen sie zum einen mit der Polizei und anderen Bekannten ihres Vaters aus der Nazi-Zeit in Konflikt, werden aber auf der anderen Seite auch von Herrn Nagaishi, einem wohlhabenden Freund ihres Vaters, unterstützt.

## Charaktere

### Hauptfiguren
Hitomi KisugiHitomi Kisugi (24) (来生瞳 Kisugi Hitomi) ist die Hauptfigur und Hauptakteurin Katzenauge und bei den Einbrüchen deshalb meist an vorderster Front. Von ihrem Lebensgefährten Toshi erhält sie dabei immer wieder Informationen, wie die aktuellen Polizeiermittlungen laufen. Ansonsten arbeitet sie im Cat's Eye-Café gegenüber der Polizeiwache.
Nami KisugiNami Kisugi (27) (来生泪 Kisugi Rui) ist die älteste der drei Schwestern und die Anführerin. Sie ist eine gut gebaute, hoch gewachsene Frau, die es versteht, ihre weiblichen Reize einzusetzen. So gelangt sie an Informationen, wo sich weitere Kunstwerke ihres Vaters befinden und plant die nächsten Aktionen. Sie hält außerdem Kontakt zu Herrn Nagaishi, dem langjährigen Freund ihres Vaters, der die Katzen regelmäßig mit Informationen und Ausrüstung versorgt. Nami gehört daneben auch das Cat's Eye-Café.
Love KisugiLove Kisugi (16) (来生愛 Kisugi Ai) ist die jüngste der Schwestern und geht noch auf die Highschool. Sie ist jedoch stets bei den Diebestouren tatkräftig dabei, selbst wenn es nur der Flucht-Hubschrauber ist, den sie fliegt. Love hat ein Händchen für Elektronik und bastelt des Öfteren kleine, technische Raffinessen für Katzenauge. Von Minisprengfallen bis zu fernsteuerbaren, bewaffneten Robotern hat sie alles in petto.
Toshi UtsumiToshi Utsumi (23) (内海俊夫 Utsumi Toshio) ist Kriminalbeamter beim Tokioter Raubdezernat. Sein größtes Ziel ist es, endlich Katzenauge zu fassen und nach diesem Erfolg um Hitomis Hand anzuhalten. Bisher sind ihm die Katzen jedoch immer wieder entwischt. Toshi ist gelegentlich etwas schusselig, aber eigentlich ein guter Polizist, der normale Gauner schnell zur Strecke bringt. Da er aber immer wieder Hitomi von den aktuellen Einsatzplänen der Polizei erzählt, ist ihm Katzenauge stets einen Schritt voraus.

### Nebenfiguren
Mitsuko AsayaUnterinspektor Mitsuko Asaya (浅谷光子 Asatani Mitsuko) ist die Kollegin von Toshi. Sie hat, was Verbrechensbekämpfung angeht, einen messerscharfen Verstand, kann Judo und Karate und ist eine sehr gute Schützin. Anders als Toshi hat sie Hitomi schon lange als Katze in Verdacht und sucht nur noch konkrete Beweise, um die Kisugi-Schwestern zu überführen. Unterinspektor Asaya stellt für Katzenauge mit eine der Hauptgefahren dar, die sie jedoch bisher immer schlagen konnten.
Der PolizeichefDer Polizeichef ist Toshis und Mitsukos Vorgesetzter und von cholerischer Natur. Er möchte Katzenauge auch gerne hinter Schloss und Riegel sehen, da der Ruf seiner Abteilung mit jedem Beutezug der Katzen sinkt. Von Toshi hat er keine große Meinung, brüllt ihn regelmäßig an und will ihn des Öfteren vom Dienst suspendieren. Er hofft, dass Unterinspektor Asaya möglichst bald Katzenauge fasst.
Herr NagaishiHerr Nagaishi ist ein langjähriger Freund von Michael Heinz, dem verschollenen Vater vom Hitomi, Nami und Love. Er unterstützt die Schwestern regelmäßig mit Informationen über die Aufbewahrungsorte von Kunstwerken ihres Vaters oder liefert ihnen benötigte High-Tech-Ausrüstung. Er selbst hält sich immer im Hintergrund und tritt auch gerne incognito auf.

## Einordnung ins Werk Tsukasa Hojos
Ein Supertrio ist die erste erfolgreiche Serie Hojos, der weitere wie City Hunter und Angel Heart folgten. Diese drei Serien spielen alle in der gleichen Welt und die Charaktere treffen in einigen Geschichten aufeinander. Zudem inspirierte die Figur Masato Kamiya, die in Ein Supertrio als Nebenfigur auftritt, Tsukasa Hojo zu Ryo Saeba, dem Hauptcharakter von City Hunter.

## Veröffentlichungen

### Manga
Der Manga, der über 4.400 Seiten umfasst, erschien in Japan von 1981 bis 1985 in Einzelkapiteln im auflagenstarken Manga-Magazin Shōnen Jump. Der Shūeisha-Verlag brachte diese Einzelkapitel ab April 1982 auch in Sammelbänden heraus, von denen bis Juli 1985 18 veröffentlicht wurden. Die Bücher verkauften sich in Japan über 18 Millionen Mal. Diese Sammelbände wurden später aufgrund des großen Erfolges mehrmals neu aufgelegt.
Cat's Eye wurde unter anderem auch ins Französische und Italienische übersetzt.

### Anime
TMS Entertainment produzierte auf der Grundlage des Mangas eine Anime-Fernsehserie, die in zwei Staffeln mit 36 bzw. 37 Folgen auf dem japanischen Fernsehsender Nippon Television ausgestrahlt wurde. Die erste Staffel lief vom 1. Juli 1983 bis 26. März 1984 und die zweite vom 18. Oktober 1984 bis 8. Juli 1985.
In der Fernsehserie stehen die Raubzüge im Vordergrund; man erfährt nur wenig über die Vergangenheit, und man erfährt auch nicht, ob die drei Schwestern die Sammlung ihres Vaters tatsächlich vollständig zusammentragen können und ihn wiedersehen oder Hinweise auf sein Schicksal erhalten. Hitomi und Toshi verloben sich, aber ob sie auch heiraten, oder wie ihre Beziehung weitergeht und ob Toshi je erfährt, dass die drei Schwestern die gesuchten Diebinnen sind, bleibt ungewiss. Insgesamt endet die Serie also ziemlich abrupt.
Die deutsche Erstausstrahlung der Fernsehserie begann am 13. November 1995 bei RTL II. Es wurden alle 73 Folgen der Originalserie synchronisiert und – teilweise gekürzt – gesendet. Später wurde die Serie auch auf Tele 5 und Junior ausgestrahlt. Neben Japan und Deutschland wurde Ein Supertrio auch in Frankreich, Italien, Spanien, China und den Philippinen gesendet.
Anime Virtual hat die komplette Serie von Ostern 2007 bis Januar 2008 in sechs Slimcaseboxen mit je zwei DVDs in Deutschland veröffentlicht. Auf den DVDs befinden sich die deutsche Synchronfassung sowie Wallpaper, Screensaver und Trailer als Extra.
2009 erfolgte durch Kazé Deutschland eine Neuauflage mit zwei DVD-Boxen, welche die sechs DVDs beinhalten.
Am 30. November 2018 erschienen die ersten 36 Episoden bei Kazé auf einer Blu-ray-Box, enthalten ist die deutsche Tonspur; Opening und Ending sind hier erstmals im japanischen Original enthalten. Die restlichen Folgen erschienen am 25. Januar 2019 auf Blu-ray.
Im November 2024 kündigte Streamingdienst Disney Plus an, dass der Anime Ein Supertrio ein Serien-Remake bekommen soll. Premiere soll der 9. September 2025 auf Disney Plus sein, produziert wird die Serie vom japanischen Studio Liden Films unter der Regie Yoshifumi Sueda, während von Hayasuke Yabumoto die Drehbücher geschrieben werden. Als Synchronsprecher im Japanischen für die vier Hauptfiguren wurden Mikako Komatsu als Hitomi Kisugi, Ami Koshimizu als Nami/Rui Kisugi, Yumiri Hanamori als Love/Ai Kisugi und als Toshi Utsumi wurde Takuya Satō verpflichtet.

#### Synchronisation
Die deutsche Synchronisation entstand 1995 im Auftrag der TV+Synchron in Berlin.
| Rolle                 | Japanischer Sprecher (Seiyū) | Deutscher Sprecher |
| --------------------- | ---------------------------- | ------------------ |
| Love Kisugi           | Chika Sakamoto               | Silvia Missbach    |
| Hitomi Kisugi         | Keiko Toda                   | Schaukje Könning   |
| Nami Kisugi           | Toshiko Fujita               | Andrea Aust        |
| Toshio „Toshi“ Utsumi | Yoshito Yasuhara             | Gunnar Helm        |
| Mitsuko Asaya         | Yoshiko Sakakibara           | Gundi Eberhard     |
| Sadatsugu Nagaishi    | Tamio Ōki                    | Ulrich Voß         |
| Keisatsu Shocho       | Kenji Utsumi                 | Kaspar Eichel      |

### Web-Anime
Lupin III. vs. Ein Supertrio – Cat's Eye (2023), japanische Web-Anime.

### TV-Realserie
Am 14. November 2024 wurde eine französische Realserie auf TF1 veröffentlicht.